# Хвостова, Ксения Владимировна
Ксе́ния Влади́мировна Хвосто́ва (5 июня 1934, Москва — 27 мая 2021) — советский и российский историк-медиевист, византинист и методолог науки. Доктор исторических наук (1981), главный научный сотрудник, с 2000-х руководитель Центра «Проблемы исторического познания» Института всеобщей истории РАН (прежде Института истории АН СССР), с которым связана вся её профессиональная деятельность. Лауреат премии имени Н. И. Кареева (2006).

## Биография
Родилась в семье академика В. М. Хвостова, крупного советского историка и дипломата, на Рождественке.
Окончила исторический факультет МГУ (1957) с отличием, кафедру истории южных и западных славян.
С 1957 года работала в Институте истории АН СССР. В 1965 году защитила кандидатскую диссертацию по теме «Особенности аграрно-правовых отношений в поздней Византии» — выполненную под научным руководством З. В. Удальцовой. На основе этой работы в 1968 году выпустила первую свою, одноимённую монографию.
Заочно окончила математическое отделение экономического факультета МГУ (1972).
В 1981 году защитила в Институте славяноведения и балканистики докторскую диссертацию «Теоретико-количественный подход в средневековой социально-экономической истории (на византийском материале)». В Институте истории СССР руководила лабораторией применения математико-статистических методов и ЭВМ в исторических исследованиях.
С 1988 по 1995 год — член редколлегии «Византийского временника», в 1989—1995 годах выполняла обязанности ответственного секретаря редакции, с 1996 года до последних своих дней состояла в международном редакционном совете издания. Под её редакцией с 2002 по 2016 год издавался сборник «Проблемы исторического познания».
Область научных интересов: история Византии, философия, методология истории.
Автор более 200 научных публикаций, семи монографий.

## Семья
- Дед Михаил Михайлович Хвостов (1872—1920) — историк древнего мира, профессор Казанского университета.
- Брат деда Вениамин Михайлович Хвостов (1868—1920) — российский философ и социолог.
- Отец Владимир Михайлович Хвостов (1905—1972) — советский историк, специалист по истории Нового времени.

## Основные работы
- Особенности аграрно-правовых отношений в поздней Византии (М.: Наука, 1968)
- Количественный подход в средневековой социально-экономической истории (М.: Наука, 1980)
- Социально-экономические процессы в Византии и их понимание византийцами-современниками (М.: Наука, 1992)
- «Гносеологические и логические проблемы исторической науки» (М.: Наука, 1995; в соавт. с В. К. Финном)
- Проблемы исторического познания в свете современных междисциплинарных исследований (М.: Изд-во РГГУ, 1997; в соавт. с В. К. Финном)
- Особенности византийской цивилизации (М.: Наука, 2005) {Реценизия М. А. Юсима} — удостоилась премии им. Н. И. Кареева
- Византийская цивилизация как историческая парадигма (СПб.: Алетейя, 2009) {Рец.}

## Награды
- Премия имени Н. И. Кареева (2006) — за монографию «Особенности византийской цивилизации»